# Filosofía teórica
La filosofía teórica o filosofía teorética es la parte de la filosofía que analiza las grandes cuestiones generales acerca de la estructura de la realidad y el conocimiento humano.

## Tipificación
La primera y más abstracta reflexión que la filosofía teórica se plantea es el análisis de lo que ella misma es: la reflexión crítica sobre su propio ser, y orienta lo que puede estudiar. Una teoría de la filosofía es, por lo tanto, una tarea esencial para hacer filosofía.
La distinción entre filosofía teórica y filosofía práctica se remonta a la distinción de Aristóteles entre filosofía natural y filosofía moral. La primera toma la teoría por objeto, y la segunda la práctica o la acción.
El segundo conjunto de problemas se encierra bajo el título de antropología. En ella se analizan los rasgos del ser humano, desde su origen evolutivo hasta las grandes teorías que pretenden explicar las más importantes peculiaridades humanas y su destino.
El tercer núcleo de intereses de la filosofía se centra en analizar lo que sea la realidad externa al ser humano, el mundo exterior. Es la parte de la filosofía llamada metafísica, que reúne, como dijo Aristóteles, las cuestiones y los problemas que surgen de la realidad física, pero que se encuentran más allá de lo que estudian las ciencias naturales particulares.
Este análisis problemático y crítico de la realidad, también llamado ontología o ciencia del ser, debe tener en cuenta las aportaciones de las ciencias naturales y biológicas, y pensar los problemas que estas ciencias dejan abiertos.
En muchas ocasiones se incluye una referencia al último fundamento de la realidad, que para algunos autores es Dios, lo que da lugar a la teología, que es una reflexión racional sobre el concepto de Dios como fundamento último de la realidad, empleando la razón, sin limitarse a la fe, ya que de otro modo no sería filosofía, sino religión.
Un cuarto conjunto de intereses lo constituyen los problemas del conocimiento. Es la parte de la filosofía que se denomina teoría del conocimiento (también llamada gnoseología o epistemología). Esta parte de la filosofía estudia el origen, los límites, y las pretensiones del conocimiento y la verdad. En su análisis debe tener en cuenta las aportaciones de la lógica, de las demás ciencias formales y de las neurociencias, que analizan el funcionamiento del cerebro y los mecanismos del conocimiento. Asimismo debe estudiar los problemas del lenguaje, que tiene una importancia excepcional como instrumento de conocimiento.

## Temas
Algunos de los principales temas tratados por la filosofía teorética incluyen:
- Teoría del conocimiento[4][5]
- Filosofía del lenguaje y semántica[6]
- Ontología,[7] también llamada por algunos autores metafísica
- Filosofía de la ciencia[8]
- Filosofía de las matemáticas[9]
- Metaética o discurso ético de segundo orden,[10][11] donde destacan autores como David Hume, G.E. Moore y Alfred Jules Ayer[12]